# Jim Lynch
Jim Lynch é um ex-jogador profissional de futebol americano estadunidense.

## Carreira
Jim Lynch foi campeão da Super Bowl IV jogando pelo Kansas City Chiefs.